# エンリケッタ・バシリオ
ノーマ・エンリケッタ・バシリオ（Norma Enriqueta Basilio、Queta Basilioとも、1948年7月15日  - 2019年10月26日）は、メキシコの陸上選手。女性として初めてオリンピック聖火を聖火台へ点火した人物である。1968年10月12日にメキシコシティで行われたオリンピック開会式において最終聖火ランナーを務めた。
80メートルハードルの国内チャンピオンであり、1967年のパンアメリカン競技大会において同競技で7位となっていた。1968年のオリンピックにおいては400m、80mハードル、4×100mリレーに出場したが予選敗退であった。メキシコシティを通った2004年オリンピックの聖火リレーにおいて、聖火ランナーを務めている。
没後の2020年10月15日、木星のトロヤ群小惑星であるエウリュバテスの衛星に、バシリオを称えて「クエタ（Queta）」と命名された。エウリバテスは、2021年打ち上げ予定の探査機ルーシーの探査対象である。